# Bayrampaşa
Bayrampaşa é um distrito de Istambul, na Turquia, situado na parte europeia da cidade. Conta com uma população de 268 276 habitantes (2008).